# Свети Трифон (Бобошево)
„Свети Трифон“ е български православен параклис до град Бобошево, област Кюстендил.

## История, архитектура
Най-новият бобошевски параклис. Намира се в покрайнините на града, в местността Фильовица. Водосвет и първа копка на строежа са направени на 30 октомври 2004 г. Завършен е през 2007 г. Представлява малка постройка с двускатен покрив и открит притвор от запад. Строителството е извършено с финансова помощ на ДПС. Параклисът все още не е изписан. В близост до параклиса има зидан навес с дървена покривна конструкция.
Параклисът носи името на свети Трифон, светец-лечител, който през 248 г. сл. Хр., при царуването на император Деций Траян е посечен с меч. Роден в Малоазийската провинция Фригия, гр. Апамия, той произхожда от област, прочута със своите лозя и вино. Свети Трифон се счита за покровител на лозята, лозарството и винопроизводството.